# Molophilus verecundus
Molophilus verecundus är en tvåvingeart som beskrevs av Alexander 1924. Molophilus verecundus ingår i släktet Molophilus och familjen småharkrankar. Inga underarter finns listade i Catalogue of Life.